# Lisa Ambjörn
Lisa Ambjörn, född 2 april 1989, är en svensk manusförfattare och skådespelare. Hon avlade examen från Stockholms dramatiska Högskola 2018. Ambjörn är huvudförfattare till Netflix-serien Young Royals.